# Nefertem
Nefertem is een god uit de Egyptische oudheid.

## Mythologie
Nefertem wordt meestal in verband gebracht als god van de parfums vanwege de lotusbloem boven zijn hoofd, tevens zijn kenmerk, maar dit is maar het tweede deel van zijn aard. De werkelijke reden waarom hij werd vereerd was omdat hij dicht bij Ra zat. Al in de piramideteksten wordt er melding van de god gemaakt, daar wordt hij genoemd "de bloesem die voor de neus van Ra is".
In latere tijden werd de god geassocieerd met Horus, in Memphis was de god onderdeel van een triade. Daar werd hij afgebeeld als de zoon van Ptah en Sechmet. Andere steden claimden ook de god, in Boeto was hij de zoon van Wadjet en in Boebastis was hij de zoon van Bastet.

### Aanbidding
De god werd aanbeden in koninklijke gebouwen zoals tempels en werd gezien als de gevreesde zoon van de gevreesde Sechmet. Amuletten van de god werden gemaakt als een kind werd geboren in de derde tussenperiode. Ze moesten het kind beschermen tegen boze geesten.

### Afbeelding
De god wordt getoond als een man met een lotusbloem op zijn hoofd, soms heeft de lotus twee pluimen. De god wordt ook afgebeeld als een leeuw in referentie naar zijn moeder, soms werd ook de leeuw getoond met zijn typerende hoofdtooi. Soms wordt de god gezien als beschermer van de twee landen en is hij met een klein kromzwaard afgebeeld.
Aker · Amaoenet · Ammit · Amenhotep, zoon van Hapoe · Amon · Amon-Re · Amset · Anat · Andjeti · Anhoer · Anubis · Anoeket · Apedemak · Apepi · Apis · Arensnuphis · Astarte · Atoem · Aton · Baäl · Baälat · Bat · Banebdjedet · Bastet · Benben · Benoe · Bes · Buchis · Chentiamentioe · Chepri · Chons · Doeamoetef · Geb · Hapy (Nijlgod) · Hapy (zoon van Horus) · Harmachis · Harpocrates · Hathor · Hatmehyt · Heh en Hehet · Heka · Heket · Herisjef · Hesat · Horus · Hoe · Iaret · Imhotep · Ishtar · Isis · Isis-Sothis · Kebehsenoef · Kek · Chnoem · Maät · Mandulis · Mentoe · Meretseger · Mesechenet · Min · Miysis · Mnevis · Moet · Naoenet · Nechbet · Nechen en Pe · Nefertem · Neith · Nennoe · Nephthys · Noen · Noet · Osiris · Pachet · Ptah · Qetesh · Ra · Renenoetet · Renpit · Resjef · Satet · Sechmet · Selket · Serapis · Sesjat · Seth · Sjoe · Sobek · Sokaris · Sopdet · Ta-Bitjet · Tabh · Tatenen · Taweret · Tefnoet · Thoth · Wadjet · Wepwawet · Werethekaoe ·